# Myrmarachne magna
Myrmarachne magna este o specie de păianjeni din genul Myrmarachne, familia Salticidae, descrisă de Saito, 1933. Conform Catalogue of Life specia Myrmarachne magna nu are subspecii cunoscute.